# Hüftkreisen mit Nancy
Hüftkreisen mit Nancy ist ein deutscher Fernsehfilm, der am 23. Mai 2019 erstmals im ZDF ausgestrahlt wurde. Er basiert auf den gleichnamigen Roman von Stefan Schwarz aus dem Jahr 2010.

## Handlung
An seinem 45. Geburtstag wird dem Lokaljournalisten und Midlife-Crisis-geplagten Familienvater Max gekündigt. Im Park fällt ihm die junge Sportlerin Nancy auf. Er folgt ihr bis zu ihrer Arbeitsstätte, einem Fitnessstudio. Sie kann ihm eine Mitgliedschaft unterjubeln. Max kann noch einen letzten Auftrag ergattern, einen Report über ein Wellness-Hotel im Spreewald. Als er dort mit seiner Frau auftaucht und plötzlich Nancy erscheint, wird klar, dass sich Max und Nancy bereits kennen und es kommt zum Streit. Ein Psychologe rät dem Ehepaar, eine Zeit lang getrennt zu leben. Max engagiert sich nun als Musikjournalist, während seine Frau Tina ein Auge auf den Heimprüfer des Pflegeheims, wo sie arbeitet, geworfen hat. Als sich Nancy, Max und Tina vor einem Konzert wieder treffen, denkt Tina über eine Scheidung nach. Die Sportlerin Nancy jedoch hat keine Gefühle für Max, sie will ihrem Traum folgen und in New York City als Tänzerin starten. Vor Tinas Haustür spricht Max schließlich ein Liebesgeständnis laut aus und das Paar kommt wieder zusammen.

## Kritik
Die Frankfurter Rundschau befindet: Sehenswerte Tragikomödie über einen Familienvater, der in der Mitte seines Lebens die Krise kriegt.